# Ana Kansky
Ana Kansky, née le 20 juin 1895 à Lože (vallée de Vipava) et morte le 3 novembre 1962 à Podgrad, est une chimiste et ingénieure chimiste slovène connue pour être la première personne à obtenir un doctorat à l'université de Ljubljana et l'une des premières scientifiques de Slovénie,.

## Biographie

### Enfance
Ana Mayer est la fille d'Ana Dejak, fille d'un riche entrepreneur de Senožeče et du propriétaire foncier slovène Karl Mayer von Leitenburg de Lože. Elle termine son éducation élementaire au lycée de Ljubljana en 1914, étant l'une des premières filles autorisées à fréquenter cette école.

### Carrière universitaire
Ana Kansky étudie ensuite la chimie et la physique à l'université de Vienne de 1914 à 1918.
Elle est la première femme membre du personnel académique de l'université, comme assistante de recherche avant d'obtenir son doctorat en 1920. Elle poursuit ses recherches à l'Institut de chimie de l'université. Au cours des deux années suivantes, elle est l'auteure de quatre publications scientifiques. Ses expériences permettent de résoudre une question importante en chimie organique à l'époque, la dissolution de l'amidon par le formol. Elle démontre que l'acide formique, une impureté retrouvée dans l'amidon, peut le dissoudre mais pas le formol.
Elle démissionne en 1922 pour des raisons peu claires, soit en raison du manque de financement, de son mariage ou de sa première grossesse,.

### Carrière dans l'industrie chimique
En 1922, avec son mari Evgen Kansky (sl), elle ouvre la première usine yougoslave de production d'éther diéthylique et d'autres produits chimiques à Podgrad, près de Ljubljana. Elle dirige elle-même la société Dr A. Kansky tandis que son mari tient un laboratoire de chimie. En 1929, ils achètent les installations abandonnées de l'ancienne usine Osterberger Ölfabrik bei Laibach à Podgrad et les rénovent,. Ils y produisent des composés organiques complexes à partir de matières premières disponibles, tels que des esters pour solvants.
Leur entreprise prend fin pendant la Seconde Guerre mondiale lorsque les autorités nazies saisissent l'usine qui est nationalisée à la libération,. Son mari est contraint de prendre sa retraite et elle passe les dernières années de sa carrière en tant que professeure de chimie.

### Vie privée
En 1921, elle épouse Evgen Kansky (sl), professeur à la Faculté de médecine. Le couple a eu trois enfants, Aleksej, Evgen et Nuša.